# Кейнен (переписна місцевість, Вермонт)
Кейнен (англ. Canaan) — переписна місцевість (CDP) в США, в окрузі Ессекс штату Вермонт. Населення — 393 особи (2020).

## Географія
Кейнен розташований за координатами 45°0′24″ пн. ш. 71°31′38″ зх. д. / 45.00667° пн. ш. 71.52722° зх. д. (45.006765, -71.527122).  За даними Бюро перепису населення США в 2010 році переписна місцевість мала площу 4,22 км², з яких 4,10 км² — суходіл та 0,12 км² — водойми.

## Демографія
Згідно з переписом 2010 року, у переписній місцевості мешкали 392 особи в 181 домогосподарстві у складі 115 родин. Густота населення становила 93 особи/км².  Було 232 помешкання (55/км²).
Расовий склад населення:
| - 98,7 % — білих - 0,5 % — азіатів |

До двох чи більше рас належало 0,5 %. Частка іспаномовних становила 0,8 % від усіх жителів.
За віковим діапазоном населення розподілялося таким чином: 19,9 % — особи молодші 18 років, 61,7 % — особи у віці 18—64 років, 18,4 % — особи у віці 65 років та старші. Медіана віку мешканця становила 47,4 року. На 100 осіб жіночої статі у переписній місцевості припадало 94,1 чоловіків;  на 100 жінок у віці від 18 років та старших — 89,2 чоловіків також старших 18 років.
Середній дохід на одне домашнє господарство  становив 41 703 долари США (медіана — 34 464), а середній дохід на одну сім'ю — 47 410 доларів (медіана — 40 179). За межею бідності перебувало 19,9 % осіб, у тому числі 35,4 % дітей у віці до 18 років та 0,0 % осіб у віці 65 років та старших.
Цивільне працевлаштоване населення становило 162 особи. Основні галузі зайнятості: мистецтво, розваги та відпочинок — 19,8 %, освіта, охорона здоров'я та соціальна допомога — 19,8 %, роздрібна торгівля — 18,5 %.